# Merle Esken
Merle Esken (Keila, 30 dicembre 1969) è un'ex schermitrice estone, vincitrice di una medaglia di bronzo ai campionati mondiali di scherma.